# Sør-Varanger
Sør-Varanger este o comună din provincia Finnmark, Norvegia.